# Alfa-galactosidasa
La alfa-galactosidasa A (GLA; EC 3.2.1.22), también llamada melibiasa, es una proteína homodimérica que hidroliza los grupos alfa-galactosil terminales de glicolípidos y glicoproteínas. Esta enzima hidroliza mayoritariamente trihexosida ceramida, y puede catalizar la hidrólisis de melibiosa a galactosa y glucosa, entre otras funciones. Además, es termolábil, es decir, se altera con facilidad por la acción del calor.
Una mutación en el gen que la codifica (GLA) da lugar a defectos en su síntesis y funcionamiento, lo cual provoca la enfermedad de Fabry, un trastorno lisosomal a causa de un fallo en la catabolización de las zonas alfa-D-galactosil de los glicolípidos.

## Estructura
Esta enzima, que cataliza la hidrólisis del terminal no reducido de la alfa-D-galactosa en alfa-D-galactósidos, incluyendo oligosacáridos de galactosa, galactomananos y galactohidrolasas, tiene un peso de 48,767 Da y está formada por dos cadenas de 429 aminoácidos cada una, de los cuales 31 corresponden a la señal peptídica: la cadena A tiene un 28% de hélice alfa (13 hélices, 114 residuos) y un 22% de lámina beta (27 hebras, 90 residuos); en cuanto a la cadena B, está constituida por un 27% de parte helicoidal (13 hélices, 111 residuos) y un 21 % de lámina beta (26 hebras, 87 residuos). También tiene partes con estructura de giro y partes sin estructura secundaria.

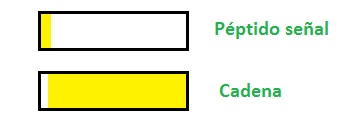
Representación gráfica del péptido señal y de la cadena de alfa-galactosidasa

Cada cadena contiene un (alfa/beta)8 dominio con el centro activo y un dominio beta antiparalelo. La unión con carbohidratos aparece en 6 sitios, lo cual es la base para el transporte lisosomal a través del receptor de la manosa-6-fosfato.
Los dos centros activos en el homodímero están separados a una distancia de 43 Å y se sitúan en la superficie de la molécula. En varios estudios se ha pensado que los dos centros activos son cooperativos pero la estructura tridimensional no muestra ningún tipo de asociación dentro del dímero.
Sus sitios activos (partes de la enzima que indican los residuos involucrados en la catálisis) son un nucleófilo que se encuentra en la posición 170-170 y un donador de protones que está en la posición 231-231. Están formados por la cadena lateral de diversos residuos: triptófano (W), ácido aspártico (D), tirosina (Y), cisteína (C), lisina (K), ácido glutámico (E), leucina (L) y arginina (R).
En concreto son: W47, D92, D93, Y134, C142, K168, D170, C172, E203, L206, Y207, R227, D231, D266, y M267. La C142 y la C172 se unen por un puente disulfuro.
A través de métodos cristalográficos de rayos X se ha podido estudiar la estructura de esta glicoproteína.
| Posición | Extensión | Descripción         |
| -------- | --------- | ------------------- |
| 170-170  | 1         | Nucleófilo          |
| 231-231  | 1         | Donador de protones |

| Posición | Extensión | Descripción       |
| -------- | --------- | ----------------- |
| 203-207  | 5         | Unión al sustrato |

Datos de las tablas extraídos de UniProt

## Parámetros funcionales de Alfa-galactosidasa
| Sustrato  | Valor de la KM(mM)         | Actividad específica         | PH Óptimo mínimo | Temperatura óptima |
| --------- | -------------------------- | ---------------------------- | ---------------- | ------------------ |
| Melibiosa | 2,33 (en Escherichia coli) | 0,26 (en bacteroides ovatus) | 3,5              | 37 °C              |
| Rafinosa  | 3,65 (en Escherichia coli) | 0,3 (en bacteroides ovatus)  | 3                | 37 °C              |

## Vías metabólicas en Homo sapiens
Interviene en diversas vías metabólicas de diferentes sustratos en las que produce la hidrólisis del enlace O-glicosil:
- Metabolismo de la galactosa
- Metabolismo de glicerolípidos
- En la biosíntesis de glicoesfingolípidos
- En la degradación de la melibiosa
- En el metabolismo de esfingolípidos

## Inhibidores de alfa-galactosidasa en Homo sapiens
Algunos de ellos son: 
N-Acetilgalactosamina, myo-inositol, galactostatin bisulfito, 1-desoxigalactonojirimicina entre otros.

## Uniones e interacciones
Se une con el ligando de α-galactosa a través de puentes de hidrógeno y fuerzas de Van der Waals e interacciona con cada grupo funcional del ligando.
Como ligandos tiene a: 1,2-etandiol, alfa-L-fucosa, alfa-D-manosa, y N-acetil-D-glucosamina.
En total tiene 19 interacciones proteína-proteína, 5 de ellas son con la poliubiquitina-C (UBC) y las demás asociaciones son con:
- Proteína de unión a guanilato 2 (GBP2).
- Glucosa-6-fosfato deshidrogenasa (G6PD).
- N-acetilglucosamina -6-sulfatasa (GNS).
- 6-fosfogluconato deshidrogenasa (PGD).
- Proteína de dedo de cinc 9 (ZNF622).
- Factor de iniciación eucariota 5 (EIF5).
- CNDP dipetidasa 2 (CNDP2).
- Subunidad beta reguladora de la metionina adenosiltransferasa (MAT2B).
- Telomerasa transcriptasa inversa (TERT).
- Proteína con caja F que reconoce cadenas de glúcidos (FBX06).
- Cromosoma región 1 del síndrome de Williams-Beuren (EIF4H).
- Delta1-piperideina-6-carboxilato deshidrogenasa (ALDH7A1).
- Proteína 4 del dominio OTU (OTUD4).
- Proteína gen 30 que induce la proliferación celular (CAPN1).

| UNIONES          | POSICIÓN  |
| ---------------- | --------- |
| Puente disulfuro | 52 ↔ 94   |
| Puente disulfuro | 56 ↔ 63   |
| Glicosilación    | 139 - 139 |
| Puente disulfuro | 142 ↔ 172 |
| Glicosilación    | 192 - 192 |
| Puente disulfuro | 202 ↔ 223 |
| Glicosilación    | 215 - 215 |
| Puente disulfuro | 378 ↔ 382 |
| Glicosilación    | 408 - 408 |

## GLA
El gen GLA es el responsable de la codificación de la enzima alfa-galactosidasa. Esta enzima es activa en los lisosomas, estructuras que actúan como centros de reciclaje en las células. En los lisosomas se utilizan enzimas para procesar componentes celulares desgastados y reciclar las partes utilizadas. Una de estas enzimas es la alfa-galactosidasa, que rompe una molécula llamada globotriaosilceramida, que consta de tres azúcares unidos a un grupo lipídico. Esta molécula es degradada como parte normal del reciclaje de glóbulos rojos (eritrócitos) viejos y otros tipos de células.

## Propiedades
- Presencia de importantes residuos de aminoácidos catalíticos en el centro activo de la enzima.
- La enzima es estable en una rango amplio de valores de pH.
- Puede ser liofilizada y almacenada durante más de dos años sin sufrir una disminución de la capacidad enzimática.

## Relación con la enfermedad de Fabry
La enfermedad de Fabry es una patología provocada por errores durante el almacenamiento y degradación de sustancias en el interior de los lisosomas(este tipo de enfermedades responde al nombre de LSDs). Este mismo hecho se ve debido a mutaciones en el gen que codifica la enzima alfa-galactosidasa, el gen GLA. A nivel estructural, la afección está provocada por la perturbación del núcleo hidrófobo de la proteína (por este motivo, se considera a la enfermedad de Fabry como una enfermedad de plegamiento proteico). En relación directa, la enfermedad se produce debido a un déficit o falta de la enzima funcional , hecho que impide que se lleve a cabo correctamente el proceso de degradación metabólica de la globotriosilceramida (Gb3). De esta manera, es la acumulación de la substancia grasa lo que provoca las afectaciones de distintos órganos, habiendo una relación directa entre la cantidad, localización y toxicidad del sustrato acumulado y los síntomas y la gravedad de los mismos.
Esta acumulación de sustratos se evidencia a nivel neurológico, gastrointestinal (diarreas), cardíaco, renal, dermatológico y oftalmológico. Entre los síntomas de la patología se presentan como típicas las lesiones en la piel (angioqueratomas) , la reducción parcial o total de la sudoración, la aparición de opacidades en la córnea (cornea verticillata), dolor en las zonas de las extremidades, además de patologías vasculares en diversos órganos, como podrían ser los riñones, el cerebro o el corazón.
Un aspecto importante sería que la enfermedad es progresiva con la edad, es decir, a medida que el afectado envejece, los efectos van empeorando y aparecen nuevos síntomas: en las edades comprendidas entre el nacimiento y la adolescencia, destacaría la presencia de dolor y angioqueratomas, mientras que a partir de la edad adulta, se puede empezar a detectar problemas renales y cardio-vasculares, los cuales pueden predisponer a sufrir un ictus precoz.
Cabe destacar que la probabilidad de que la enfermedad de Fabry se dé en hombres es aproximadamente de 1 frente a 117.000, mientras que en mujeres la probabilidad de sufrir la patología es muy baja. Esto se debe a que la mutación se hallaría en el cromosoma X, teniendo los hombres únicamente 1 y las mujeres presentando 2, de manera que la probabilidad de que haya mujeres con los dos cromosomas X afectados es relativamente baja.
En la actualidad, la enfermedad de Fabry no tiene una cura definitiva, sino que la actuación consiste en el suministro (vía endovenosa) de la enzima alfa-galactosidasa, con el objetivo de reponer la proteína deficitaria que produce el organismo del afectado. Destacaría el uso de la “agalsidase alpha” (Replagal) y la “agalsidase beta” (Fabrazyme).

## Aplicaciones en la biotecnología
En el ámbito de la biotecnología se tiene un gran interés por la alfa-galactosidasa ya que son muchas las aplicaciones en las que son utilizadas, como por ejemplo en la industria farmacéutica, alimentaria o en la producción de etanol. Se encuentra tanto en plantas, como en animales y microorganismos, pero las enzimas de estas últimas son las más utilizadas.
La falta de esta alfa-galactosidasa pancreática en la mayoría de mamíferos, incluso los humanos, hace que los oligosacáridos no digeribles (como rafinosa y estaquiosa) que se encuentran de forma abundante en productos derivados de la soja y otras legumbres puedan producir flatulencia y otras molestias gastrointestinales. Para reducir la cantidad de estos oligosacáridos, se utiliza la enzima durante el procesamiento de los productos o como suplemento dietético, por ejemplo en el suplemento Beano.
Predomina en las aplicaciones industriales que utilizan materia prima de origen vegetal ya que está en gran cantidad en organismos vegetales, sobre todo en semillas. Por ejemplo, al producir azúcar de caña, la rafinosa y otros galacto-oligosacáridos impiden que la sacarosa cristalice bien. La alfa-galactosidasa hidroliza estos glúcidos y de este modo mejora el proceso.
Pasa algo similar con la levadura. Las industrias productoras de levadura suelen utilizar melazas, un producto de las fábricas de azúcar rico en sacarosa y rafinosa. La levadura no puede usar rafinosa, así que con la alfa-galactosidasa se rompe la rafinosa en azúcares más sencillos que la levadura puede metabolizar.
En cuanto a las aplicaciones farmacológicas, se utiliza la enzima para el desarrollo de tratamientos para la enfermedad de Fabry (enfermedad hereditaria causada por mutaciones en el gen GLA). Se está estudiando su curación mediante alfa-galactosidasas recombinantes y chaperonas.
En Saccharomyces cerevisiae la proteína está codificada por el gen MEL1 y tiene 471 aminoácidos, de los cuales 19 forman parte de un péptido señal que dirige la enzima al espacio extracelular, como consecuencia, esta característica facilita su purificación.
En la ruta de secreción es glicosilada y pasa a ser una proteína madura con un 40% de su peso que son azúcares. La alfa-galactosidasa de este origen microbiano tiene más ventajas que aquellas de otra procedencia ya que el hongo está catalogado como GRAS (Generally recognized as safe) y por lo tanto, es más apta para su uso.

## Las chaperonas farmacológicas. (Tratamiento de la enfermedad de Fabry)
El descubrimiento de un segundo sitio de unión al ligando de la enzima alfa galactosidasa conduce a otro enfoque respecto a la unión farmacológica de chaperonas para el tratamiento de la enfermedad de Fabry.
Las chaperonas farmacológicas se unen a la conformación plegada de una proteína y ayudan a estabilizarla.
La actual generación de chaperonas farmacológicas para el tratamiento de la enfermedad de Fabry, incluyendo la galactosa y DGJ, son sustratos y productos análogos que se unen al sitio activo de la glicoproteína plegada.
Como se unen al sitio activo, actúan como inhibidores competitivos al igual que las chaperonas, por lo tanto, deben apartarse del sitio activo antes de que la enzima pueda hidrolizar sustrato.
Un enfoque alternativo podría ser la unión del sitio distal de la chaperona farmacológica al sitio activo de alfa galA que estabilizaría la molécula sin inhibir competitivamente la enzima.
El segundo sitio de unión tiene especificidad de sustrato distinto al sitio activo, por lo tanto se predice que una nueva clase de chaperonas farmacológicas puede ser dirigida para unirse al segundo sitio de unión al ligando.

## Agalsidasa alfa
La compañía farmacéutica Shire fabrica agalsidasa alfa bajo la marca Replagal como un tratamiento para la enfermedad de Fabry y se le concedió la aprobación comercial en la UE en 2001. La compañía solicitó la aprobación de la FDA para los Estados Unidos. No obstante, en 2012 Shire retiró la petición de aprobación para los Estados Unidos alegando que la agencia necesitaría más ensayos clínicos antes de la aprobación.

## Agalsidasa beta
La compañía farmacéutica Genzyme produce algasidasa beta bajo el nombre de Fabrazyme para el tratamiento de la enfermedad de Fabry. En el año 2009, la contaminación en la planta de Genzyme en Allston, Massachusetts, provocó escasez de Fabrazyme y las reservas fueron racionadas a un tercio de la dosis recomendada. La diferencia entre Replagal (algasidasa alfa) y Frabazyme (algasidasa beta) es que la primera se produce en un cultivo de células humanas y la segunda en células CHO.

## Secuencia enHomo sapiens(humanos)
| MQLRNPELHL GCALALRFLA LVSWDIPGAR ALDNGLARTP TMGWLHWERF | 50  |
| MCNLDCQEEP DSCISEKLFM EMAELMVSEG WKDAGYEYLC IDDCWMAPQR | 100 |
| DSEGRLQADP QRFPHGIRQL ANYVHSKGLK LGIYADVGNK TCAGFPGSFG | 150 |
| YYDIDAQTFA DWGVDLLKFD GCYCDSLENL ADGYKHMSLA LNRTGRSIVY | 200 |
| SCEWPLYMWP FQKPNYTEIR QYCNHWRNFA DIDDSWKSIK SILDWTSFNQ | 250 |
| ERIVDVAGPG GWNDPDMLVI GNFGLSWNQQ VTQMALWAIM AAPLFMSNDL | 300 |
| RHISPQAKAL LQDKDVIAIN QDPLGKQGYQ LRQGDNFEVW ERPLSGLAWA | 350 |
| VAMINRQEIG GPRSYTIAVA SLGKGVACNP ACFITQLLPV KRKLGFYEWT | 400 |
| SRLRSHINPT GTVLLQLENT MQMSLKDLL                        | 429 |